# K2 (rete televisiva)
K2 è un canale televisivo tematico in chiaro Italiano edito da  Warner Bros. Discovery Italia, divisione del gruppo Warner Bros. Discovery. È dedicato ad un pubblico maschile con età compresa tra i 4 e i 10 anni.

## Storia
K2 nasce nel 2004 con il nome "K-2", come syndication per sostituire Fox Kids che, prima di diventare Jetix, ritrasmetteva alcune ore della propria programmazione a varie emittenti locali. Dalla fine dello stesso mese, sono cominciate le trasmissioni dell'anime dei Pokémon in concomitanza con Jetix.
Dal 30 maggio 2009, in vista dell'ingresso sul digitale terrestre, vengono estese le trasmissioni all'intera giornata, pur essendo ancora visibile mediante il circuito affiliato.
L'emittente era visibile in chiaro sul satellite Hotbird a 13 gradi est, ed era presente anche sull'LCN 810 dello Sky Box.

### L’arrivo sul DTT e il restyling
Con l'arrivo di Boing nel luglio 2004, K-2, notando di avere lo stesso successo pur essendo soltanto un contenitore, decide di fare concorrenza a Mediaset diventando a sua volta un canale satellitare. Il 1º luglio 2009 K2 passa al nuovo editore Switchover Media e sbarca nel mux TIMB 2 cominciando le trasmissioni con un nuovo logo di colore giallo-blu e cambiando la denominazione in K2, diventando un canale nazionale anche sull'LCN 25 del digitale terrestre, mentre su Sky diventa free to air. La nuova società e la sua controllata Digital TV Channels Italy, guidata da Francesco Nespega, acquistano dalla Disney anche i canali GXT e K2, e quest'ultimo diventa disponibile anche in modalità free to air sulla piattaforma Tivùsat dal 31 luglio. Nel giorno stesso la posizione di K2 viene spostata all'LCN 20 del digitale terrestre a causa dei mancati rinnovi contrattuali tra RaiSat e Sky Italia, portando RaiSat Premium (in seguito divenuto Rai Premium) ad occupare l'LCN 25 sul digitale terrestre.
In questa prima fase la programmazione del canale comprende serie animate storiche della striscia pomeridiana (Mr. Bean e gli episodi della serie TV Due fantagenitori, prodotti prima dell'acquisto della serie da Nickelodeon), a cui si aggiunge a partire dal 2009 la serie Pokémon Diamante e Perla: Battle Dimension, a seguito della perdita dei diritti di Mediaset sul brand dovuta a disaccordi con la casa di distribuzione americana, mentre la Disney mise a disposizione parte della library di contenuti ex-Jetix.
A partire dal 2010 K2 comincia a trasmettere in prima visione vari cartoni di produzione canadese. Il primo di questi è A tutto reality - L'isola, prima stagione della serie A tutto reality, a cui seguiranno le successive A tutto reality - Azione! (a partire dal 31 ottobre 2010), A tutto reality - Il tour e A tutto reality - La vendetta dell'isola (quest'ultima trasmessa a partire da gennaio 2012 in "anteprima mondiale" arrivando a superare la trasmissione in Canada e in Francia, cominciate rispettivamente il 5 gennaio 2012 e il 21 dicembre 2011). A novembre 2010 (con la riorganizzazione del LCN) vengono rimossi dal mux digitale TIMB 3 K2 Plus (nato in contemporanea alla versione originale) e K2 Extra (apparso il 24 agosto), i quali trasmettevano la stessa programmazione del canale originale. Per il periodo natalizio viene inoltre adottato un logo speciale temporaneo per il canale, cosa che sarà poi replicata negli anni successivi anche per festività come Halloween.
Dal 12 luglio 2011 la frequenza satellitare di K2 viene criptata in Nagravision+VideoGuard e risintonizzata all'LCN 626 di Sky (prima era visibile sull'LCN 632) e viene trasmesso ora in modalità free to view; inoltre abbandona la piattaforma di Tivùsat assieme a Frisbee. In più K2 cambia nuovamente posizione sul digitale terrestre e si sposta all'LCN 41. Dal 2 ottobre arriva Seratissima con diverse sitcom, tra cui I Jefferson, I Robinson e Papà e mamma sono alieni. Conclusasi la trasmissione delle stagioni Pokémon basate sulla serie giapponese Pokémon Diamante e Perla, il 23 e 24 dicembre vengono trasmessi degli episodi della nuova serie stagione di Pokémon (Pokémon Nero e Bianco) anticipando (caso rarissimo) la messa in onda statunitense, rispettivamente, di 8 e 14 giorni.
Dal 23 gennaio 2012 appare in basso a destra dello schermo la scritta "100.000 fan su..." (logo Facebook) durante le puntate di A tutto reality: La vendetta dell'isola, a testimoniare la grande diffusione del cartone animato e della rete televisiva in Italia. Il 2 aprile stringe un accordo con l'azienda francese Lagardère Active. Dal 3 agosto inizia a trasmettere 24 ore su 24 anche sul digitale terrestre. Il 26 e 27 novembre K2 supera di nuovo la data di trasmissione degli Stati Uniti di due anime (Pokémon Nero e Bianco: Destini Rivali e Yu-Gi-Oh! Zexal). Dal 23 dicembre viene introdotto un nuovo spazio dedicato ai film natalizi, nella fascia pomeridiana.
Dal 2011 al 2013 Switchover Media ha trasmesso dei film degli studi MGM e DiC Entertainment. Dal 2009 al 2013 lo speaker di K2 Valerio Sacco è stato affiancato da Federico Bebi.

### Il passaggio a Discovery
Il 14 gennaio 2013 in seguito alla vendita di Switchover Media, il canale diventa di proprietà di Discovery Italia che decide in seguito di cambiare il target e di orientarsi esclusivamente verso un pubblico generalmente maschile. Il 30 giugno 2013 K2 passa al formato panoramico 16:9 e rinnova logo e grafica, in linea quindi con il cambio di target, che si orienta esclusivamente verso il pubblico maschile, al contrario di Frisbee che si indirizza verso il pubblico femminile. Da quel giorno cambia la programmazione con la prima visione della quarta stagione della serie Oggy e i maledetti scarafaggi. Ad ottobre arrivano due nuove serie animate: SlugTerra - Lumache esplosive e l'anime Beyblade Shogun Steel e gli episodi finali di Yu-Gi-Oh! Zexal.
Il 10 maggio 2014 arriva su K2 e Frisbee il blocco di programmazione notturno Family Club, in onda dalle 22:00 all'1:00 dedicato alla famiglia, che dal 4 agosto sostituisce definitivamente Seratissima. 
Il 6 febbraio 2015 in occasione della campagna di comunicazione on air di Discovery Italia, viene rinnovata la grafica promo che indica le varie numerazioni del canale su tutte le piattaforme. Inoltre la luminosa viene spostata in alto a sinistra dello schermo, alla sua sinistra è stata aggiunta la D del logo Discovery, mentre il logo del programma in onda passa in alto a destra.. Dal 2 luglio 2015 viene cancellato il contenitore del giovedì Wrestling Night sancendo così la fine delle trasmissioni sul canale di WWE Afterburn e WWE Bottom Line.
A partire dal 28 maggio 2016 nasce un nuovo contenitore Robot Mania, dedicato ai robottoni giapponesi vintage, inaugurato con la messa in onda dell'anime Daltanious, il sabato sera alle 20.20 con un doppio episodio, K2 e Frisbee decidono di trasmettere alcuni cartoni e anime in fascia notturna simile a quella su Italia 1; dal 25 giugno va in onda Shin Jeeg Robot d'acciaio. Da maggio 2017 tornano le repliche di Cardfight!! Vanguard in prima serata mentre dal 12 giugno vanno in onda i nuovi episodi di Yu-Gi-Oh! Arc-V. Nell'estate 2017, per un breve periodo, la voce dei promo Valerio Sacco è stato sostituito temporaneamente da Alessandro Rigotti. Dal 2018 Davide Garbolino diventa il nuovo speaker ufficiale del canale.
Dal 1º marzo 2019 il canale torna disponibile sulla piattaforma satellitare Tivùsat all'LCN 46. Dal 1º aprile K2 rimane insieme a Frisbee l'unico canale edito da Discovery Italia disponibile nella sola definizione standard via satellite. Dal 9 aprile K2 e tutti i canali in chiaro del gruppo, sono disponibili in streaming sia sulla piattaforma Dplay sia sul sito ufficiale.
Il 16 aprile 2020 la luminosa di rete (inclusa anche quella di Family Club), vengono rimpicciolite, con accanto l’intero logo Discovery. Furono inoltre modificate le scritte in sovrimpressione, compresi i vari suffissi. Il 26 novembre 2020 sul satellite, K2, insieme a Frisbee, passano all'MPEG-4 e rimane disponibile solo con i dispositivi HD/4K.
Il 5 aprile 2021 il contenitore Family Club cambia logo e veste grafica. Il 4 dicembre 2021 è stato disattivato il sito ufficiale di K2. Tuttavia è disponibile una pagina web dedicata sul sito di Discovery+ che ne trasmette la diretta streaming.
Dal 3 febbraio 2022 durante Family Club, la luminosa di rete rimane fissa assieme a quella del contenitore posizionata alla destra. Il 10 febbraio 2022, su Discovery+, vengono introdotti gli episodi on-demand della maggior parte dei programmi che vengono trasmessi sulla rete televisiva. Dall'8 marzo 2022 K2 trasmette anche sul DTT solo nel formato MPEG-4, perciò rimane visibile solo sui dispositivi HD. Dal 6 giugno 2022 la luminosa di rete adotta il logo di Warner Bros. Discovery che sostituisce il logo di Discovery.
Il 1º luglio 2025 a seguito del mancanto rinnovo del contratto tra Sky e Warner Bros. Discovery, K2 cessa le proprie trasmissioni sulla piattaforma Sky.

## Diffusione
K2 è disponibile in Italia sul digitale terrestre (canale LCN 41; fino al 2010 circa era sulle LCN 25 e 20) sulle frequenze del mux Persidera 2. È inoltre disponibile via satellite FTV su Eutelsat Hot Bird 13B (posizione orbitale 13º est) al canale 626 di Sky Italia e 46 di Tivùsat, e FTA su Eutelsat 12 West B (posizione orbitale 12,5º ovest), in 'multistream' (modalità trasmissiva non destinata all'utenza finale e quindi non compatibile con la maggioranza dei ricevitori satellitari in commercio).

### Emittenti terrestri affiliate
Durante la gestione di Switchover Media, K2 rimase visibile anche in syndication su varie emittenti locali affiliate nella fascia 16:00-19:30 e al mattino, in continuità con la precedente esperienza di K-2 nel periodo 2004-2009. Tale circuito è stato definitivamente dismesso dal 2013 fino al 2018 dopo la cessione dell'emittente a Discovery.

#### Italiane
- Lombardia: Antenna 3 (2004), 7 Gold Telecity (2005-2007), Milano+ (2007, al mattino), Telereporter (2008-2010), Espansione Tv (fino al 2014)
- Piemonte: 7 Gold Telecity (2005-2007), Torino+ (2007, al mattino), 4Rete (fino al 2014)
- Veneto: Telenuovo
- Friuli-Venezia Giulia: Telequattro, Telefriuli
- Liguria: 7 Gold Telecity (2007-2010), Teleliguria (2010-2017/18)
- Emilia-Romagna: Nuova Rete
- Toscana: Canale 10 (fino al 2011), Rete 37 (da gennaio 2008), Tele 37 (aprile 2010-inizio 2011)
- Lazio: Super 3 (dal 2009 fino al 2013)
- Marche: TV Centro Marche (fino al 2013)
- Umbria: Umbria TV (fino al 2014)
- Campania: Canale 9, Telecapri
- Puglia: Telecapri, Telenorba 7 (fino al 2012)
- Calabria: Telespazio TV
- Sicilia: Antenna Sicilia (fino al 2012)
- Sardegna: Videolina, Tele Costa Smeralda (fino al 2013)

#### Estere
- San Marino RTV (San Marino)

## Palinsesto

### Serie animate in prima visione
- A tutto reality - All-Stars
- A tutto reality - Azione!
- A tutto reality - Il tour
- A tutto reality - L'isola
- A tutto reality - L'isola di Pahkitew
- A tutto reality - La vendetta dell'isola
- A tutto reality: le origini
- A tutto reality presenta: Missione Cosmo Ridicola
- A tutto reality - L'isola: Il ritorno
- Alvinnn!!! e i Chipmunks
- B-Daman Crossfire
- B-Daman Fireblast
- Bakugan Battle Planet
- Beyblade Shogun Steel
- Beyblade Burst (ep. 1-26)
- Brinken - Skate Revolution
- Buzz Bumble
- Camp Lakebottom
- Cardfight!! Vanguard
- Danger Mouse
- Dofus
- Flash con i Ronks
- FriendZspace - Amici spaziali[20]
- F-Zero: GP Legend
- Galactik Football
- Grojband
- Karate Sheep
- Kirby
- Kung Fu Wa!
- Harvey Girls per sempre!
- Hotel Transylvania - La serie
- Hot Wheels Battle Force 5
- Hubert e Takako (stagione 1)
- I Dalton
- Il barbiere pasticciere
- I Fantaeroi
- La prossima fantastica avventura di Archibald
- Le avventure di Bernie
- Oggy e i maledetti scarafaggi (stagioni 4-7)
- Oggy e i maledetti scarafaggi: Next Generation
- Pokémon (stagioni 11-25)
- Strange High Hill - Scuola da paura
- Talking Tom and Friends
- Just for Laughs Gags
- Un idolo nel pallone
- Wander
- Jurassic World - Nuove avventure (ep.1-2)
- Yu-Gi-Oh!: ZeXal
- Yu-Gi-Oh!: ARC-V
- Yu-Gi-Oh!: VRAINS
- Zig & Sharko (stagione 2+)

### Produzioni originali
- Dinofroz

## Ascolti

### Share mensile
Dati Auditel relativi al giorno medio mensile sul target individui 4+. Da luglio 2011 gli ascolti fanno riferimento solo al K2 nazionale.
| Anno | Gen   | Feb   | Mar   | Apr   | Mag   | Giu   | Lug   | Ago   | Set   | Ott   | Nov   | Dic   | Media anno |
| ---- | ----- | ----- | ----- | ----- | ----- | ----- | ----- | ----- | ----- | ----- | ----- | ----- | ---------- |
| 2009 | -     | -     | -     | -     | -     | -     | -     | -     | -     | 2,06% | 2,13% | 2,29% | 2,15%      |
| 2010 | 0,40% | 0,45% | 0,51% | 0,50% | 0,56% | 0,70% | 0,79% | 0,60% | 0,56% | 0,50% | 0,61% | 0,62% | 0,57%      |
| 2011 | 0,66% | 0,65% | 0,66% | 0,83% | 0,77% | 1,00% | 0,93% | 0,94% | 0,73% | 0.51% | 0.47% | 0,55% | 0,73%      |
| 2012 | 0,55% | 0,56% | 0,48% | 0,60% | 0,59% | 0,79% | 0,87% | 0,73% | 0,62% | 0,51% | 0,43% | 0,46% | 0,59%      |
| 2013 | 0,49% | 0,48% | 0,45% | 0,47% | 0,50% | 0,70% | 0,80% | 0,78% | 0,74% | 0,61% | 0,51% | 0,54% | 0,59%      |
| 2014 | 0,51% | 0,51% | 0,55% | 0,62% | 0,65% | 0,78% | 0,79% | 0,76% | 0,64% | 0,52% | 0,42% | 0,53% | 0,61%      |
| 2015 | 0,50% | 0,51% | 0,53% | 0,60% | 0,55% | 0,74% | 0,85% | 0,79% | 0,70% | 0,55% | 0,51% | 0,60% | 0,61%      |
| 2016 | 0,54% | 0,52% | 0,55% | 0,55% | 0,56% | 0,79% | 0,95% | 0,80% | 0,64% | 0,61% | 0,60% | 0,62% | 0,64%      |
| 2017 | 0,55% | 0,50% | 0,51% | 0,53% | 0,59% | 0,71% | 0,68% | 0,70% | 0,60% | 0,50% | 0,46% | 0,49% | 0,56%      |
| 2018 | 0,49% | 0,50% | 0,54% | 0,50% | 0,49% | 0,65% | 0,75% | 0,62% | 0,59% | 0,50% | 0,52% | 0,51% | 0,56%      |
| 2019 | 0,48% | 0,52% | 0,55% | 0,66% | 0,64% | 0,68% | 0,74% | 0,87% | 0,84% | 0,70% | 0,67% | 0,73% | 0,66%      |
| 2020 | 0,69% | 0,69% | 0,65% | 0,59% | 0,75% | 0,73% | 0,74% | 0,66% | 0,61% | 0,53% | 0,47% | 0,43% | 0,62%      |
| 2021 | 0,39% | 0,42% | 0,50% | 0,51% | 0,51% | 0,61% | 0,59% | 0,58% | 0,50% | 0,46% | 0,42% | 0,47% | 0,49%      |
| 2022 | 0,45% | 0,39% | 0,38% | 0,41% | 0,42% | 0,51% | 0,51% | 0,51% | 0,46% | 0,39% | 0,37% | 0,40% | 0,43%      |
| 2023 | 0,37% | 0,34% | 0,37% | 0,39% | 0,38% | 0,45% | 0,46% | 0,49% | 0,50% | 0,35% | 0,39% | 0,40% | 0,40%      |
| 2024 | 0,39% | 0,39% | 0,45% | 0,45% | 0,43% | 0,50% | 0,52% | 0,53% | 0,47% | 0,37% | 0,29% | 0,31% | 0,42%      |
| 2025 | 0,33% | 0,36% | 0,42% | 0,43% | 0,41% | 0,48% |       |       |       |       |       |       |            |

## Loghi

1º luglio 2009 - 30 giugno 2013
In uso dal 30 giugno 2013